# Grand Codroy Provincial Park
Grand Codroy Provincial Park  är en provinspark i Newfoundland och Labrador i Kanada. Den ligger vid Grand Codroy River på sydvästra delen av Newfoundland.
Intill parken finns en campingplats som tidigare var en del av provinsparken men som privatiserades 1997.